# Giove Laziale
Giove Laziale (in latino Iuppiter Latialis) era una particolare attribuzione del padre degli dei che veniva venerata nel santuario confederale della Lega Latina su Monte Cavo (in antico Mons Albanus), oggi in territorio di Rocca di Papa, antica bocca vulcanica.

## Descrizione
Il tempio era stato collocato sulla vetta più imponente di quella parte di Latium, ad oltre 940 m s.l.m., e fino all'età di Tarquinio il Superbo tutti i delegati della 46 città confederate latine giungevano lì per celebrare la festività del dio. Si è conservata la Via Sacra, ripida via in lastroni di basalto che conduce alla sommità della montagna.
Viene citato in relazione alla pace tra Roma e i Latini promossa da Tarquinio il Superbo, cui aderirono, oltre alle città latine, anche tutte le città degli Equi e solo due città dei Volsci: Anzio ed Ecetra. Per suggellare la pace, si stabilì che annualmente presso il tempio si sarebbe tenuta una festa tra le città..
Con l'affermarsi di Roma, il culto di Giove Laziale venne spostato in città, e venne eretto un tempio a Giove Capitolino sul Campidoglio, che però mantenne un asse visivo con l'antico monte sacro dei Latini, che è ben visibile dall'alto della rupe capitolina.